# Rambla de la Gallinera
La rambla de la Gallinera és un torrent de la Marina Alta (País Valencià) que discórre entre les comarques del Comtat, la Marina Alta i la Safor, fins a desembocar a la Mediterrània. Sovint no porta aigua i, amb les pluges fortes de la tardor, pot desbordar-se.

## Descripció
Naix al terme de Benissili, prop de Planes, passa per l'Atzúbia i acaba el seu recorregut a la platja d'Oliva.
Compta amb una longitud de 30 km i una conca hidrogràfica de 50 km². Aplega les aigües que baixen de les faldes de la serra de l'Almirall, la serra Foradada i les Llomes del Xap, tot conformant la vall de Gallinera. Posteriorment, rep l'aportació del barranc de Forna.
Com la majoria de rius mediterranis valencians, el Gallinera és estacional, una rambla en la major part de l'any. Però, amb fortes pluges esdevé torrencial i ha causat inundacions de manera regular.